# 2059 Baboquivari
2059 Baboquivari là một tiểu hành tinh được phát hiện ở Đài thiên văn Goethe Link gần Brooklyn, Indiana bởi Chương trình tiểu hành tinh Indiana. Sau này nó được đặt tên theo dãy núi Baboquivari ở Arizona, Hoa Kỳ.

## Khám phá và được tìm lại
Baboquivari là một trong những tiểu hành tinh gần Trái Đất được đánh số thấp nhất vì nó đã được phát hiện vào ngày 16 tháng 10 năm 1963. Quan sát khám phá được thực hiện bởi Chương trình Tiểu hành tinh Indiana tại Đài quan sát Liên kết Goethe gần Brooklyn, Indiana, Hoa Kỳ. Ba tháng sau, nó trở thành một tiểu hành tinh bị mất cho đến tháng 6 năm 1976, khi nó được phục hồi bởi Kính viễn vọng Bok 90 inch của Đài quan sát Steward tại Đài quan sát Quốc gia Kitt Peak nằm ở sa mạc Sonoran ở Arizona.

## Phân loại và quỹ đạo
Baboquivari là một tiểu hành tinh Amor - một nhóm các tiểu hành tinh gần Trái Đất tiếp cận quỹ đạo Trái Đất từ bên kia, nhưng không vượt qua nó. Nó quay quanh Mặt trời ở khoảng cách 1,2 trừ4,1 AU cứ sau 4 năm và 4 tháng (1.577 ngày). Quỹ đạo của nó có độ lệch tâm 0,53 và độ nghiêng 11 ° so với đường hoàng đạo. Vòng quan sát của thiên thể bắt đầu tại đài quan sát khám phá, 10 ngày sau khi quan sát khám phá chính thức.

### Tiếp cận gần
Tiểu hành tinh có khoảng cách quỹ đạo tối thiểu Trái Đất là 0,2537 AU (38.000.000 km), tương ứng với khoảng cách 98,8 âm lịch. Nó tiếp cận Trái Đất ở khoảng cách tương tự vào ngày 20 tháng 10 năm 1963, ngay sau khi phát hiện ra nó. Tiểu hành tinh lập dị cũng là một sao Hỏa và tiếp cận Sao Mộc ở khoảng cách khoảng 1,4 AU vào ngày 20 tháng 4 năm 1970.

## Đặc điểm vật lý
Người ta biết rất ít về đặc điểm thể chất của Baboquivari. Loại quang phổ của nó chưa bao giờ được xác định.

### Đường kính và albedo
Nó được phân loại là một vật thể gần Trái Đất có đường kính lớn hơn một km bởi Trung tâm Hành tinh nhỏ ("1+ KM"). Một chuyển đổi cường độ theo đường kính chung cho đường kính 1,9 km, dựa trên cường độ tuyệt đối của cơ thể là 16,0 và một suất phản chiếu tiêu chuẩn giả định cho các tiểu hành tinh loại S đá (Baboquivari vẫn sẽ đo được đường kính 1,3 km, nếu nó có albedo cao hơn là 0,4, thường thấy trong số các Thành viên sáng giá của gia đình Hungaria).

### Chu kỳ tự quay
Kể từ năm 2017, không có đường ánh sáng cong quay của Baboquivari được lấy từ các quan sát trắc quang. Thời gian quay, cực và hình dạng của tiểu hành tinh vẫn chưa được biết.

## Đặt tên
Hành tinh nhỏ này được đặt tên theo đỉnh chính của dãy núi Baboquivari, một địa điểm linh thiêng trong thần thoại của bộ lạc Anh-điêng Papago. Các đài quan sát của Hiệp hội các trường đại học nghiên cứu về thiên văn học (AURA) nằm trên vùng đất Baboquivari, chỉ cách đỉnh Kitt vài km về phía nam. Các trích dẫn đặt tên đã được phê duyệt đã được xuất bản bởi Trung tâm hành tinh nhỏ vào ngày 1 tháng 12 năm 1979.